# Narrabri
Narrabri är en ort i Australien. Den ligger i kommunen Narrabri och delstaten New South Wales, i den sydöstra delen av landet, omkring 420 kilometer norr om delstatshuvudstaden Sydney. Antalet invånare är 7 082.
Trakten runt Narrabri är nära nog obefolkad, med mindre än två invånare per kvadratkilometer.. Narrabri är det största samhället i trakten.
Omgivningarna runt Narrabri är i huvudsak ett öppet busklandskap.  Genomsnittlig årsnederbörd är 692 millimeter. Den regnigaste månaden är januari, med i genomsnitt 115 mm nederbörd, och den torraste är oktober, med 10 mm nederbörd.